# Zone met beperkt verkeer
Een zone met beperkt verkeer (Frans: zone à trafic limité, Italiaans: zona a traffico limitato, ZTL) is in bepaalde steden in Frankrijk en Italië een gebied waar autoverkeer tijdens bepaalde uren van de dag (meestal tijdens kantooruren) uitsluitend is toegestaan aan het openbaar vervoer, hulpverleningsvoertuigen, bewoners van het gebied en mensen met een ontheffing. Deze zones bevinden zich meestal in het centrum van een stad. 
Het doel van de ZTL is: 
- beperken van de luchtverontreiniging
- beperken van het verkeerslawaai
- het verbeteren van de veiligheid voor voetgangers en fietsers
- het verbeteren van de bereikbaarheid voor de bewoners

De zones met beperkt verkeer worden gecontroleerd met behulp van flitspalen. 

## Afbeeldingen

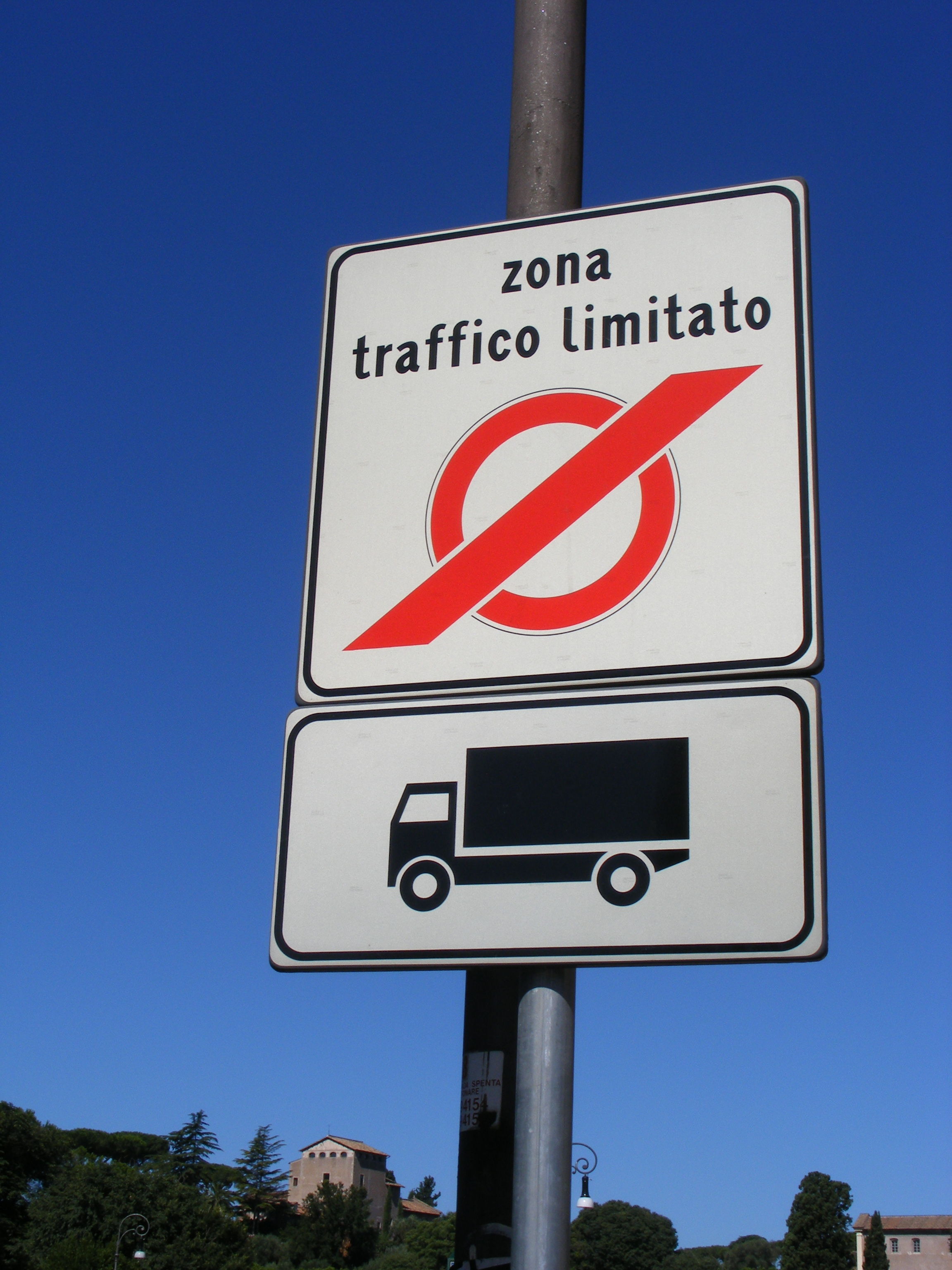
In Rome
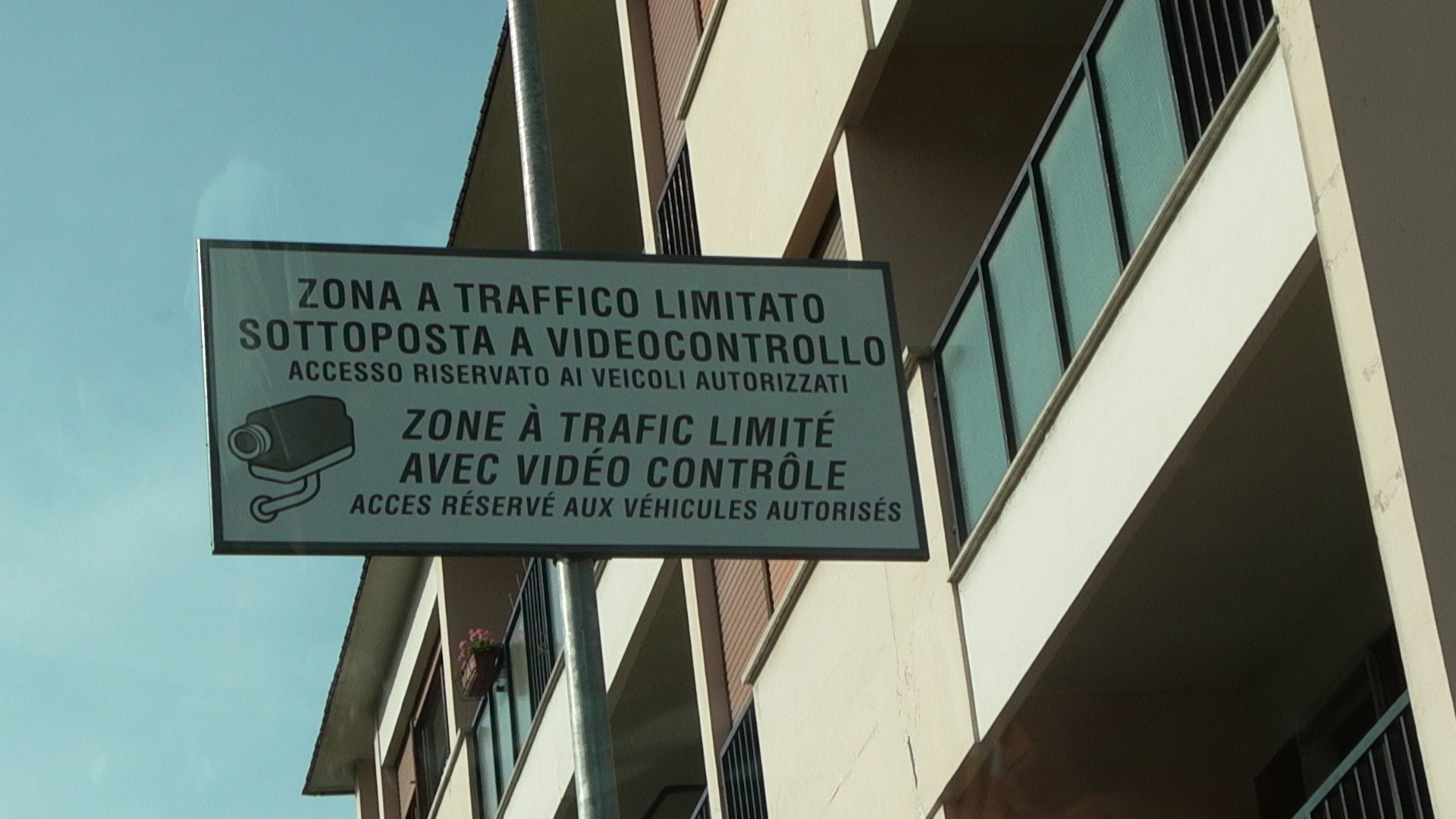
In Aosta/Aoste (rue de Vevey)
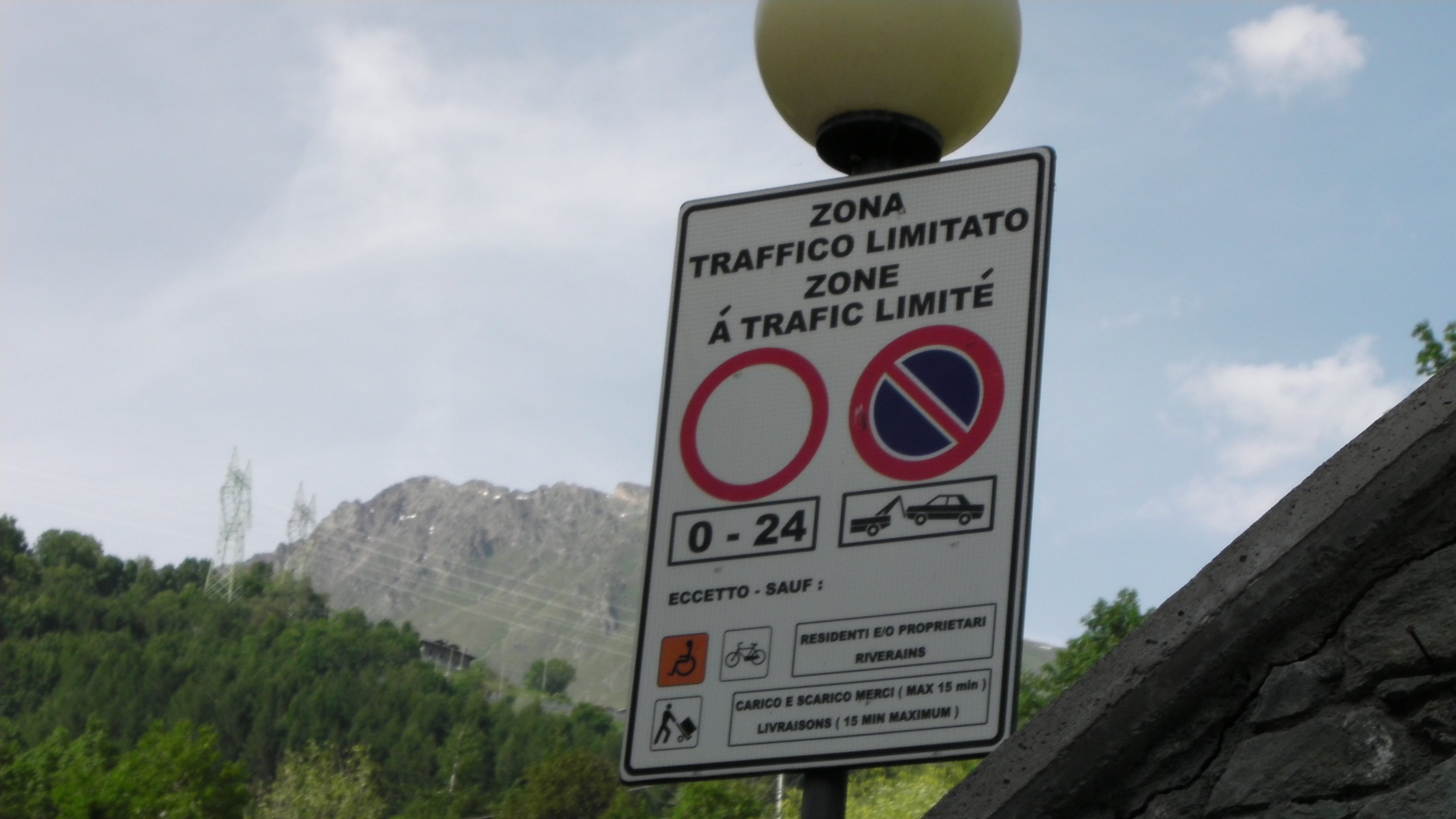
In Étroubles